# NGC 7171
NGC 7171 في الفهرس العام الجديد، هي مجرة، تقع في كوكبة الدلو. اكتشفت في 12 أغسطس 1787 بواسطة ويليام هيرشل.

## روابط خارجية
- NGC 7171 على موقع ويكي سكاي: DSS2, SDSS, GALEX, IRAS, Hydrogen α, X-Ray, Astrophoto, Sky Map, Articles and images